# Kreisgericht Dessau
Das Kreisgericht Dessau war von 1850 bis 1879 ein Kreisgericht im Herzogtum Anhalt-Dessau bzw. Herzogtum Anhalt mit Sitz in Dessau.

## Geschichte
Mit der Märzrevolution war eine umfassende Verwaltungs- und Justizreform verbunden. Die Trennung der Rechtsprechung von der Verwaltung wurde eingeführt und die Patrimonialgerichte abgeschafft. Die Verwaltungsaufgaben übernahmen die Kreisdirektionen und die Gerichtsfunktionen die Kreisgerichte und Kreisgerichtskommissionen. Als Instanzengericht wurde das Oberlandesgericht Dessau gebildet. Dieses war nicht mit einem heutigen Oberlandesgericht vergleichbar, sondern hatte die Funktion eines Appellationsgerichtes. Darüber stand das Oberappellationsgericht Jena als letzte Instanz.
In Dessau entstand so das Kreisgericht Dessau. Sein Bezirk umfasste die Bezirke folgender früherer Gerichte:
| Früheres Gericht                                     | Sprengel | Einwohner 1851 |
| ---------------------------------------------------- | --- | -------------- |
| Stadt- und Landgericht Dessau                        | Stadt und Bezirk Dessau und die Dörfer Alten mit Brachmeierei, Dellnau, Jonitz, Kleutsch, Großkühnau, Kleinkühnau, Mosigkau, Naundorf, Pötnitz, Scholitz, Törten und Ziebigk | 18.258         |
| Justizamt Oranienbaum                                | Städte Oranienbaum und Wörlitz und die Dörfer Brandhorst, Gohrau, Griesen, Grünehof, Horstdorf, Kakau, Münsterberg, Rehsen, Riesigk, Rotehaus, Schönitz und Bockerode mit Kapenmühle und Stieglitzer Berg | 8238           |
| Justizamt Quellendorf (ohne die Domäne Großbadegast) | Stadt Radegast und die Dörfer Quellendorf, Diesdorf mit Brambach, Elsnigk, Fraßdorf, Friedrichsdorf, Hinsdorf, Hoiersdorf, Kochstedt, Körnitz, Lausigk, Lennewitz, Libbesdorf, Lingenau, Meilendorf, Naundorf, Reppichau, Reupzig, Rosefeld, Scheuder, Storkau, Tornau, Wadendorf, Wehlau, Zehbitz, Zehmigkau und Zehmitz | 6670           |
| Justizamt Jeßnitz                                    | Städte Jeßnitz und Raguhn sowie die Dörfer Bobbau, Klekewitz, Klein Leipzig, Marke, Klein Möhlau, Riesau, Retzau, Roßdorf, Siebenhausen, Sollnitz und Thurland | 6696           |
| Justizamt Großalsleben                               | Stadt Großalsleben sowie die Dörfer Kleinalsleben und Alikendorf | 1680           |
| Summe                                                | | 41.542         |

Das Gericht bestand aus einem Direktor und weiteren Richtern. Für die genannten Gerichtsbezirke wurden Kreisgerichtskommissionen in Oranienbaum, Quellendorf, Jeßnitz und Großalsleben eingerichtet. Dort bestand jeweils die Stelle eines Einzelrichters, der Mitglied des Kreisgerichts war und geringere Fälle als Einzelrichter entschied. Wesentlichere Fälle wurden im Kreisgericht von einer Kammer entschieden.
Nach der Einführung der Reichsjustizgesetze 1879 entstand eine neue Gerichtsstruktur. An der Spitze des Instanzenzugs stand nun das Reichsgericht, dem das gemeinsame Oberlandesgericht Naumburg nachgeordnet war. Das Herzogtum Anhalt bildete den Sprengel des Landgerichts Dessau. Darunter befanden sich unter anderem das Amtsgericht Dessau. Das Kreisgericht Dessau wurde aufgehoben.

## Gerichtsgebäude
Das Kreisgerichtsgebäude lag in der Hospitalstraße in Dessau.